# كانزاكورا (فولكلور)

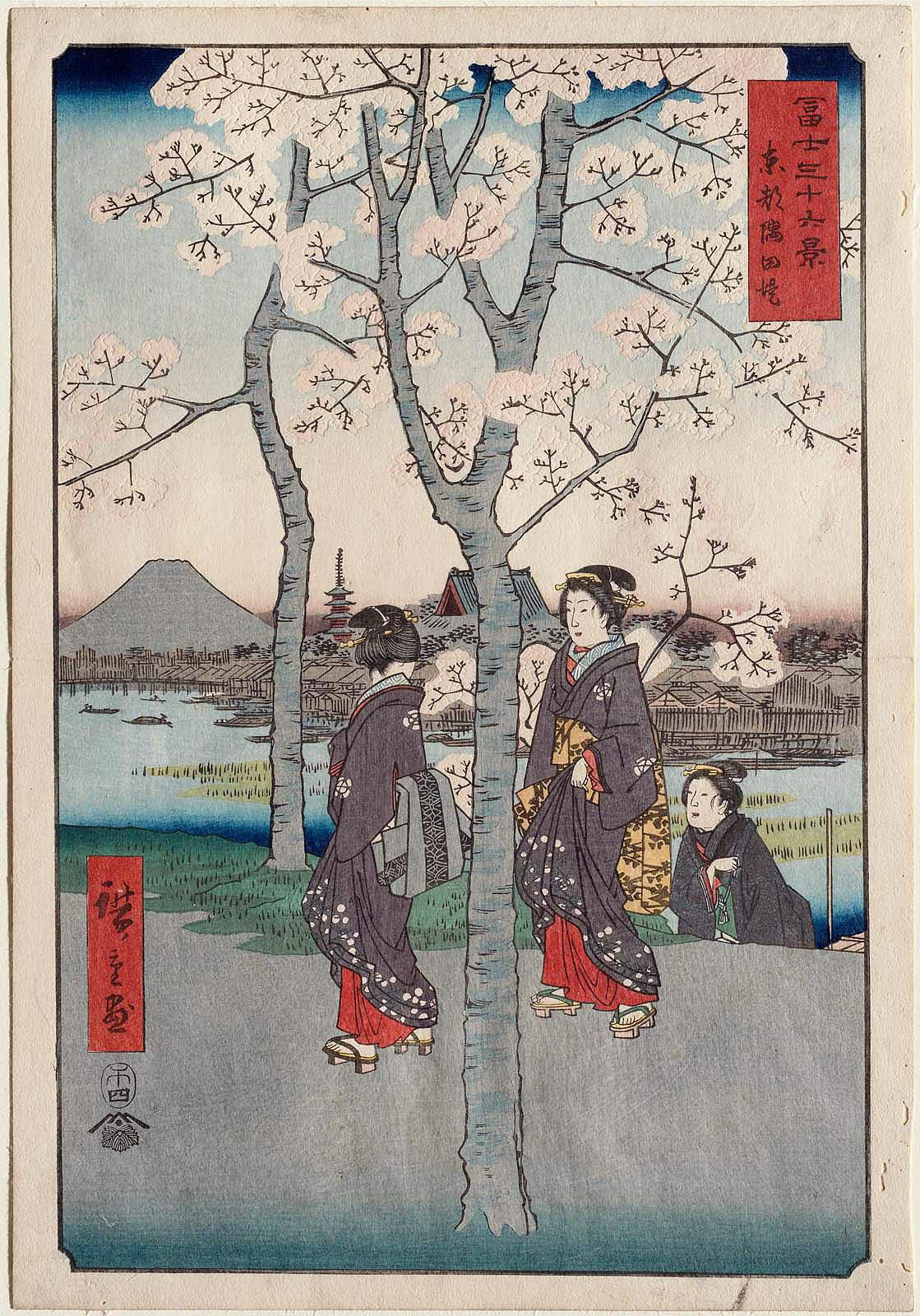
على سد سوميدا في العاصمة الشرقية، اثنان من البيجين يسيران تحت أزهار الكرز. نقش خشبي لجبل فوجي وزهر الكرز

شجرة الكرز المقدسة (بالإنجليزية: The sacred cherry tree)‏ أو «كانزاكورا» هي حكاية من التراث الشعبي الفولكلوري الياباني الأصيل. تدور أحداث الحكاية في مقاطعة ميمازاکا، وتحديدا في قرية صغيرة اسمها كاغامي. وفي هذه القرية معبد أو مزارٌ لإلهِ الحُبِّ «موسوبي نو کامي» يعود إلى مئات السنين. وبالقرب من المعبد شجرة كرز خلابة عتيقة كان يطلق عليها اسم «كانزاكورا» أو شجرة الكرز المقدسة، وتكريما لهذه الشجرة بني مزار إله الحب. وإن هذه الشجرة هي المحور الرئيسي الذي تدور حوله أحداث الحكاية بمجملها.

## الحكاية

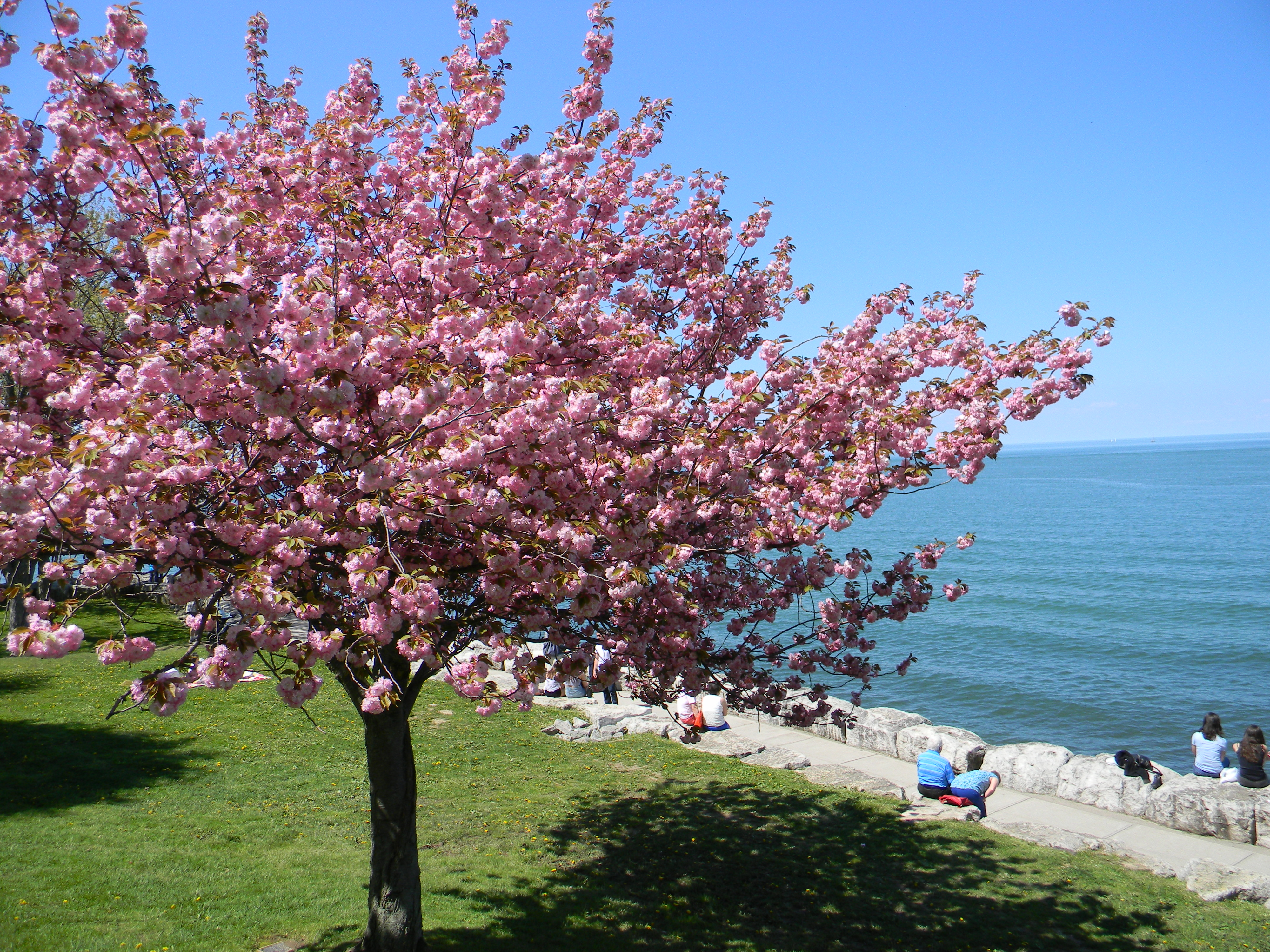
شجرة كرز في كندا

منذ زمن بعيد، عندما كانت قرية كاغامي أصغر مما هي عليه اليوم، كان أحد سكانها المهمين رجل اسمه سودايو. وسودايو هو مثال الرجل الذي تجده في معظم قرى اليابان، بقليل من العمل يتغلب على الآخرين ويفوقهم ثراء. كان يشتري محاصيلهم ويبيعها، محققا الأرباح في الحالتين، وقد أصبح ثريا قبل أن يبلغ خريف العمر.
كان سودايو مترملا، له ابنة جميلة في السابعة عشرة من عمرها، وكان يعتقد أنه حان الوقت ليبحث عن زوج محترم لابنته «هانانو». فناداها وقال لها: «حان الوقت يا ابنتي الغالية لأعثر لك على زوج محترم. وأنا واثق من أنني حين أجده ستوافقين عليه وستتزوجين منه».
انحنت الآنسة هانانو طاعة أمام والدها، لكنها في الوقت نفسه أخبرت خادمتها المفضلة «يوكا» أنها لن تتزوج من رجل لا تكن له الحب. وسألتها: «ما عساي أن أفعل؟ بم تنصحينني يا عزيزتي يوکا؟ فكري بطريقة تساعدني على الزواج من رجل أحبه، رجل وسيم لا يتجاوز عمره الاثنتين وعشرين سنة».
كان من الصعب على يوكا أن تجد نصيحة ملائمة لطلب سيدتها ولم يبق أمامها سوى حل واحد فقالت: «يمكنك الذهاب إلى المعبد والصلاة لإله الحب موسوبي نو كامي. اطلبي منه أن يكون الزوج الذي سيجده والدك شابا وسیما يحبك حبا جما. يقال إنك إن صليت في هذا المزار واحدا وعشرين يوما متتالية، تحصلين على الحبيب الذي تتمنين».

### الذهاب إلى المعبد

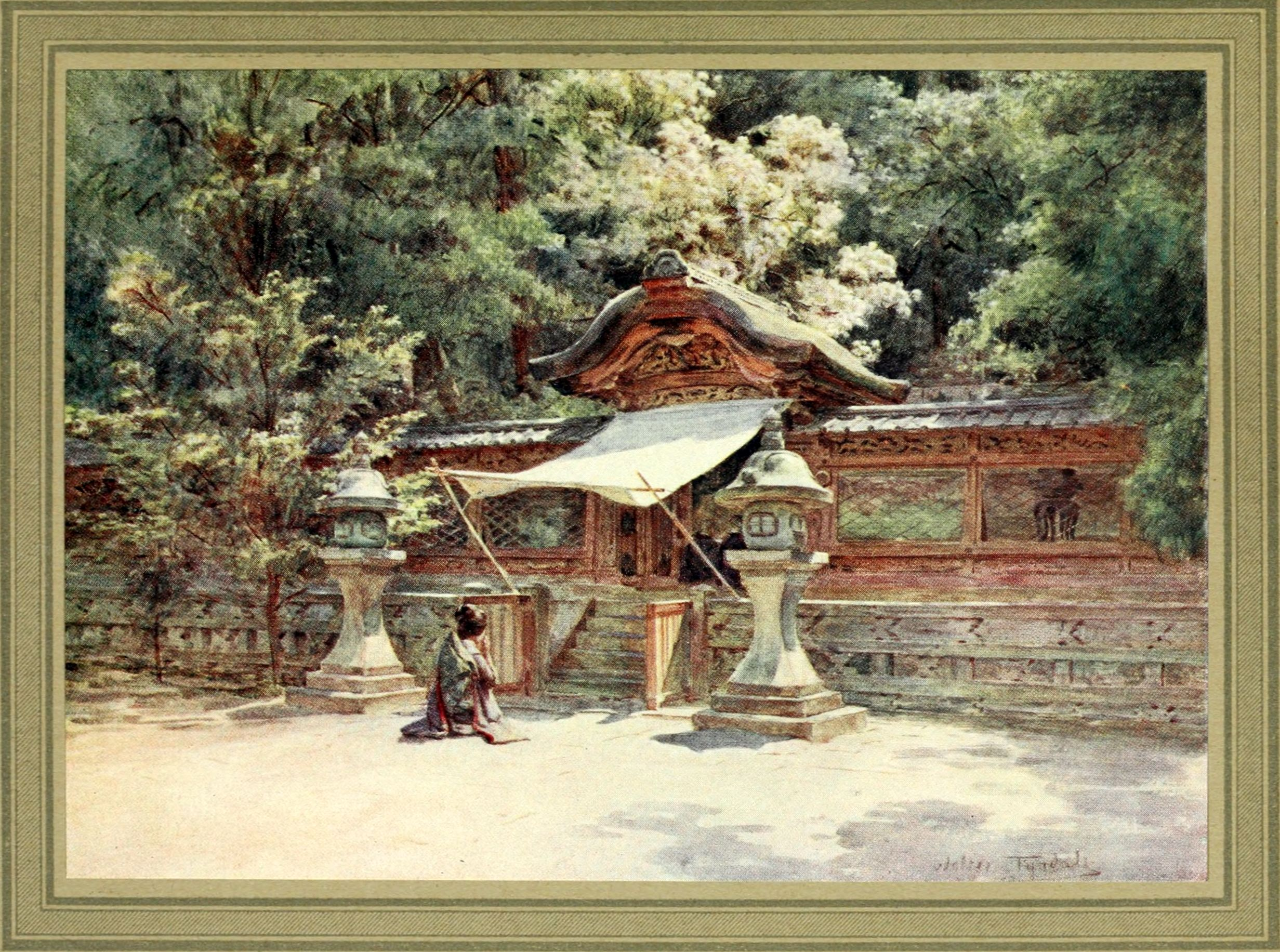
معبد السياج والبوابة، هيغاشي أوتاني، كيوتو

أعجبت الآنسة هانانو بالفكرة، فذهبت بعد الظهر تصلي في مزار موسوبي نو کامي، ترافقها خادمتها يوکا. استمر الوضع على هذه الحال واحدا وعشرين يوما، وفي اليوم الأخير، أنهتا صلواتهما، وفي طريق العودة من المعبد، مرورا بشجرة الكرز العظيمة المعروفة بكانزادورا أو شجرة الكرز المقدسة، طالعهما شاب في العشرين أو الحادية والعشرين من عمره واقفا بالقرب من جذع الشجرة.
كان شابا وسيما أيما وسامة، وجهه أبيض وعيناه جذابتان، وفي يده غصن من شجرة الكرز. ابتسم لهانانو فردت له الابتسامة، انحنى أمامها واقترب منها بابتسامته الرقيقة وأعطاها زهرة من شجرة الكرز. فتورد خدا هانانو خجلا وأخذت الزهرة، فانحنى الشاب أمامها ثم مضى في سبيله كما مضت هانانو في سبيلها وقلبها يرقص من السعادة، إذ رأت أن إله الحب قد أرسل لها هذا الشاب استجابة لصلواتها.
فقالت: «لا شك أن هذا الشاب هدية لي من إله الحب، فقد أتممت صلواتي هنا كما قلت. ألست محظوظة؟ أوليس وسيما؟ أشك أن يكون رجل آخر بوسامته في هذه الدنيا. ليته لم يرحل بهذه السرعة». قالت الآنسة هانانو هذه الكلمات لخادمتها في طريق العودة إلى البيت، وفور وصولهما وضعت هانانو الزهرة في إناء في غرفتها.
نادت هانانو خادمتها يوكا أكثر من عشرين مرة وقالت لها: «اذهبي واعرفي لي كل شيء عن ذلك الشاب، لكن لا تقولي شيئا لوالدي. فقد لا يكون هذا هو الرجل الذي اختاره لي زوجا، لكنني في كل الأحوال، لن أحب سواه، وفي هذه الحال سأحبه في السر. والآن اذهبي يا عزيزتي يوكا واعرفي كل ما أمكنك عن هذا الشاب، فتكونين بذلك أوفى الخادمات وأقربهن إلى قلبي». وانطلقت الخادمة الوفية في المهمة التي أوكلتها بها سيدتها.
لم تعرف يوكا شيئا عن الشاب الذي رأته مع سيدتها تحت شجرة الكرز المقدسة، لكنها علمت أن شابا آخر في القرية متيم بحب سيدتها وأنه سمع بأن والدها يبحث عن زوج لها فقرر أن يتقدم لطلب يدها في اليوم التالي. كان اسمه «توکونوزوكي»، وقد كان ذا حسب ونسب، يملك الكثير من المال، لكن لم يكن من مجال لمقارنته من حيث الوسامة بالشاب الذي قدم زهرة شجرة الكرز لهانانو. بعد أن عرفت ذلك، عادت يوكا إلى المنزل ونقلت الأخبار إلى سيدتها.

### توكونوزوكي

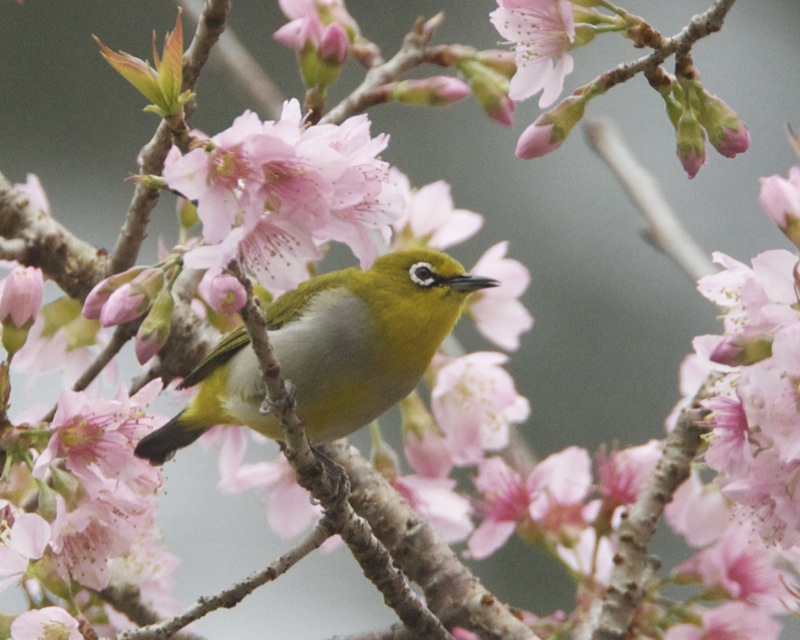
Cerasides prunus هي شجرة الكرز في جبال الهيمالايا البرية، وهي نوع شائع من أزهار الكرز في الهند.

في صباح اليوم التالي، ذهب توکونوزوكي ليقابل والد هانانو، وعندما طلب الوالد من ابنته تقديم الشاي، رأت الشاب توکونوزوكي الذي تصرف معها بغاية اللطف والتهذيب، ولم يكد يغادر المنزل حتى أخبر الوالد لهانانو أن هذا هو الرجل الذي اختاره لها زوجا، وقال لها:
«إنه رجل جيد من النواحي كلها، فهو يملك المال، ووالده صديق لي، وهو واقع في حبك منذ بضعة أشهر. فماذا تريدين أفضل من ذلك؟».
لم تتفوه هانانو بكلمة، بل انفجرت بالبكاء وأسرعت إلى غرفتها. فنادى الوالد على الخادمة يوكا.
وقال لها: «لقد وجدت شابا محترما يكون زوجا لسيدتك، لكن ذلك لم يفرح قلبها بل أسرعت إلى غرفتها تبكي. هلا شرحتِ لي السبب. لابد من أنك تعرفين أسرارها، هل هي مغرمة بشاب آخر من دون علمي؟».
لم تكن الآنسة يوكا مستعدة لمواجهة غضب سيدها وفكرت أن الحقيقة وحدها في هذه الحال ستساعد هانانو. فما كان منها إلا أن أخبرت السيد «سودايو» بالقصة كاملة، فشكرها ونادى ابنته وخيرها بين أن تقدم حبيبها له أو السماح لتوکونوزوكي بالتقدم لطلب يدها. في صباح اليوم التالي، حضر توکونوزوكي وطلب يد هانانو للزواج لكنها رفضت وأخبرته والدموع في عينيها، أنها لن تحبه يوما فهي مغرمة بشاب آخر لا تعرف حتى اسمه.
قال توکونوزو لنفسه: «هذا أمر غريب، فمن العار أن تحب رجل لا تعرف حتى اسمه حتی! ». ثم انحنى أمامها وغادر، وهو عازم على معرفة من يكون هذا الشاب الذي أغرمت به هانانو ولو اضطر إلى التنكر وتعقبها.

### ترصد توكونوزوكي

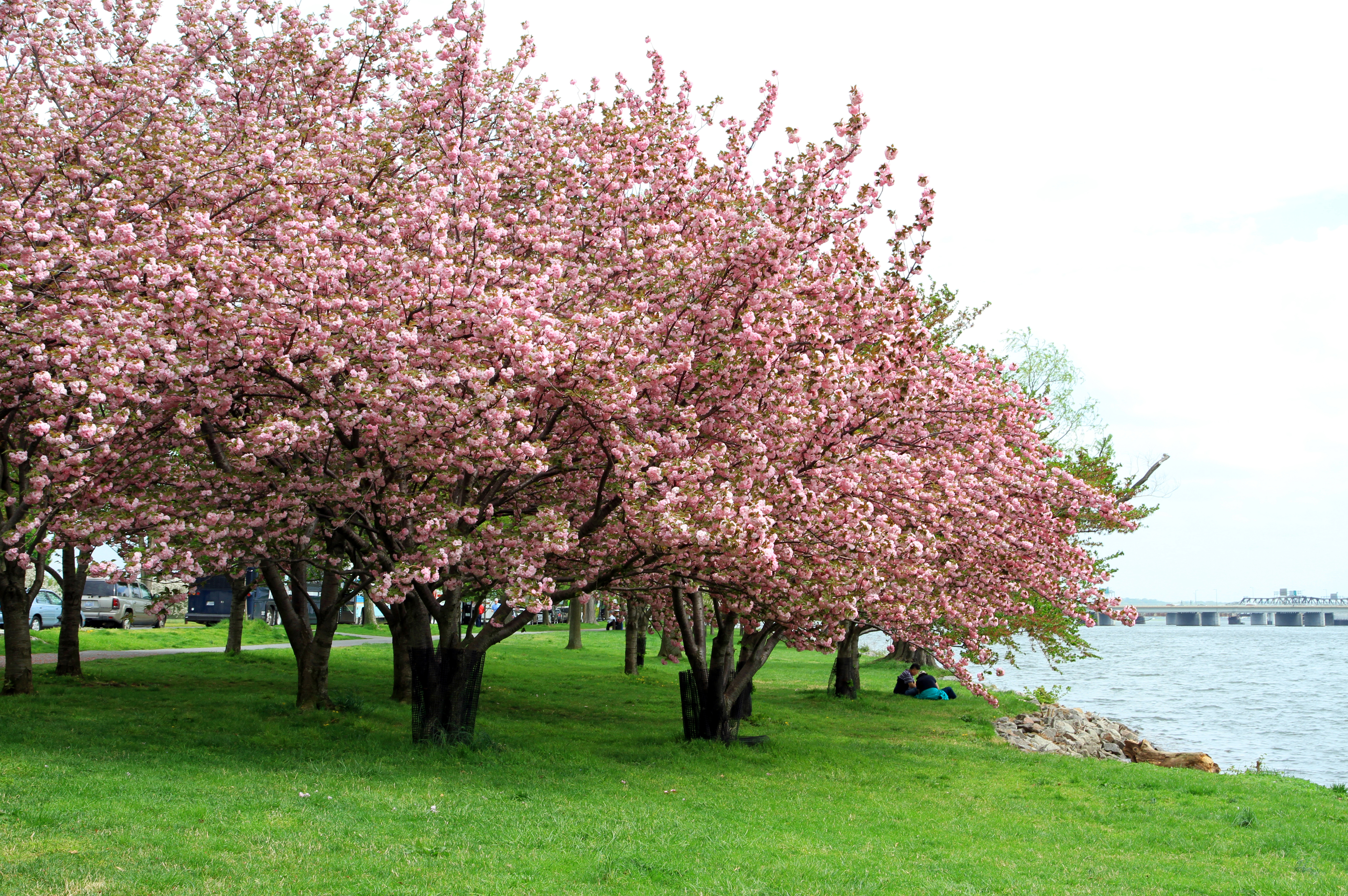
شجرة كرز في أمريكا

بعد ظهر ذلك اليوم، ذهبت هانانو ويوكا للصلاة كما جرت بهما العادة، فالتقيا مرة جديدة الشاب الوسيم واقفا تحت شجرة الكرز، فتقدم من هانانو وقدم لها غصنا من شجرة الكرز مليئة بالأزهار، لكنه هذه المرة أيضا لم يفه بكلمة فاتضح لتوكونوزوكي (الذي كان مختبئا خلف مصابيح حجرية) أنهما لا يعرفان بعضهما بعض منذ زمن طويل.
وبعد لحظات، انحنی واحدهما للآخر وافترقا. ابتعدت هانانو وخادمتها عن المعبد وبقي الشاب تحت شجرة الكرز يراقبهما. كانت الغيرة تعصف بتوکونوزوكي، فخرج من مخبئه وتوجه إلى الشاب الواقف تحت شجرة الكرز، وبفظاظة وقسوة قال له:
«من أنت أيها النذل البغيض؟ أعطني اسمك وعنوانك! كيف تجرأت على إيقاع الآنسة هانانو الفاتنة في غرامك؟». وكان توکونوزوكي على وشك الإمساك بذراع عدوه عندما قفز هذا الأخير فجأة، وهبت ريح حملت معها أزهار شجرة الكرز المتفتحة، التي تساقطت وحجبت الرؤيا أمام توکونوزوكي اللحظات.
وعندما تمكن توکونوزوكي من الرؤية ثانية، كان الشاب الوسيم قد اختفى، إلا أن أنينا كان ينبع من قلب شجرة الكرز عندما أسرع إليه أحد الكهنة من المعبد يصرخ في وجهه: «أيها النذل المدنس! ماذا تقصد بارتكابك السوء هنا؟ ألا تعرف أن شجرة الكرز هذه موجودة هنا منذ مئات السنين؟ إنها مقدسة وفيها روح تتجلى أحيانا بشكل شاب. إنه الشاب الذي حاولت مسه بيديك المدنستين. ارحل ولا تجرؤ على دخول هذا المعبد مجددا! ».

### كشف سر الشاب

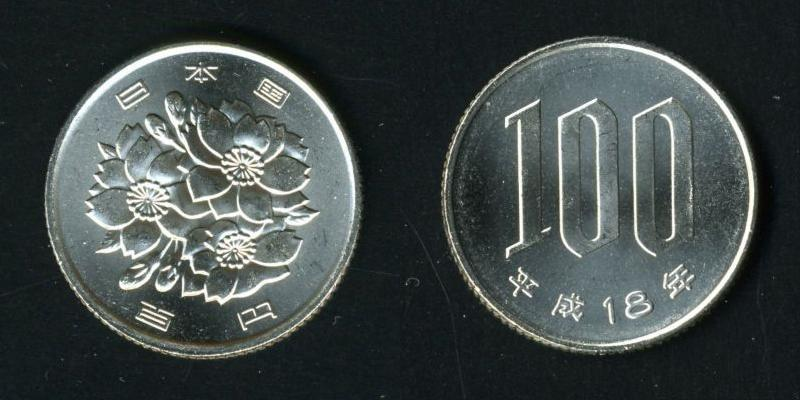
قطعة نقود 100 ين تصور أزهار الكرز

لم يتأخر توکونوزوكي لحظة، بل حمل نفسه وأسرع إلى منزل سودايو فأخبره بما رأى وما تورط به من دون أن يغفل عن أي تفصيل، حتى إنه أخبره بالشتائم التي وجهها له الكاهن. وأنهى كلامه بالقول: «أعتقد أن ابنتك سترضى بالزواج مني الآن، إذ لا يمكنها الزواج من روح مقدسة!».
نادى سودايو ابنته وأخبرها القصة كاملة فحزنت حزنا شديدا لمعرفتها أن الشاب الذي أغرمت به ليس إلا روح. فراحت تبكي وتقول: «أي خطيئة ارتكبت بوقوعي في حب إله؟». ثم توجهت إلى المزار تصلي طالبة الغفران. صلت هانانو مطولا بصدق وخشوع طالبة الغفران وقررت تكريس حياتها لذلك المعبد، وقد وافق والدها على قرارها عدم الزواج. بعد ذلك، طلبت إذنا للعيش في المعبد والاهتمام به، فحلقت شعر رأسها، وارتدت سترة بيضاء من كتان وسروالا قرمزي اللون للدلالة على أنها لم تعد تنتمي إلى العالم الخارجي. أمضت هانانو بقية حياتها في ذلك المعبد تنظف الأرض وتصلي.
ما زال المعبد قائما حتى اليوم، وعلى الأرجح أن شجرة كرز أخرى زرعت بالقرب من الأولى إذ تلك كانت العادة.